# Санта-Каталіна (острів, Каліфорнія)
Санта-Каталіна (англ. Santa Catalina Island) — скелястий острів у Тихому океані поблизу узбережжя Каліфорнії. Названий на честь святої Катерини Олександрійської.

## Розташування

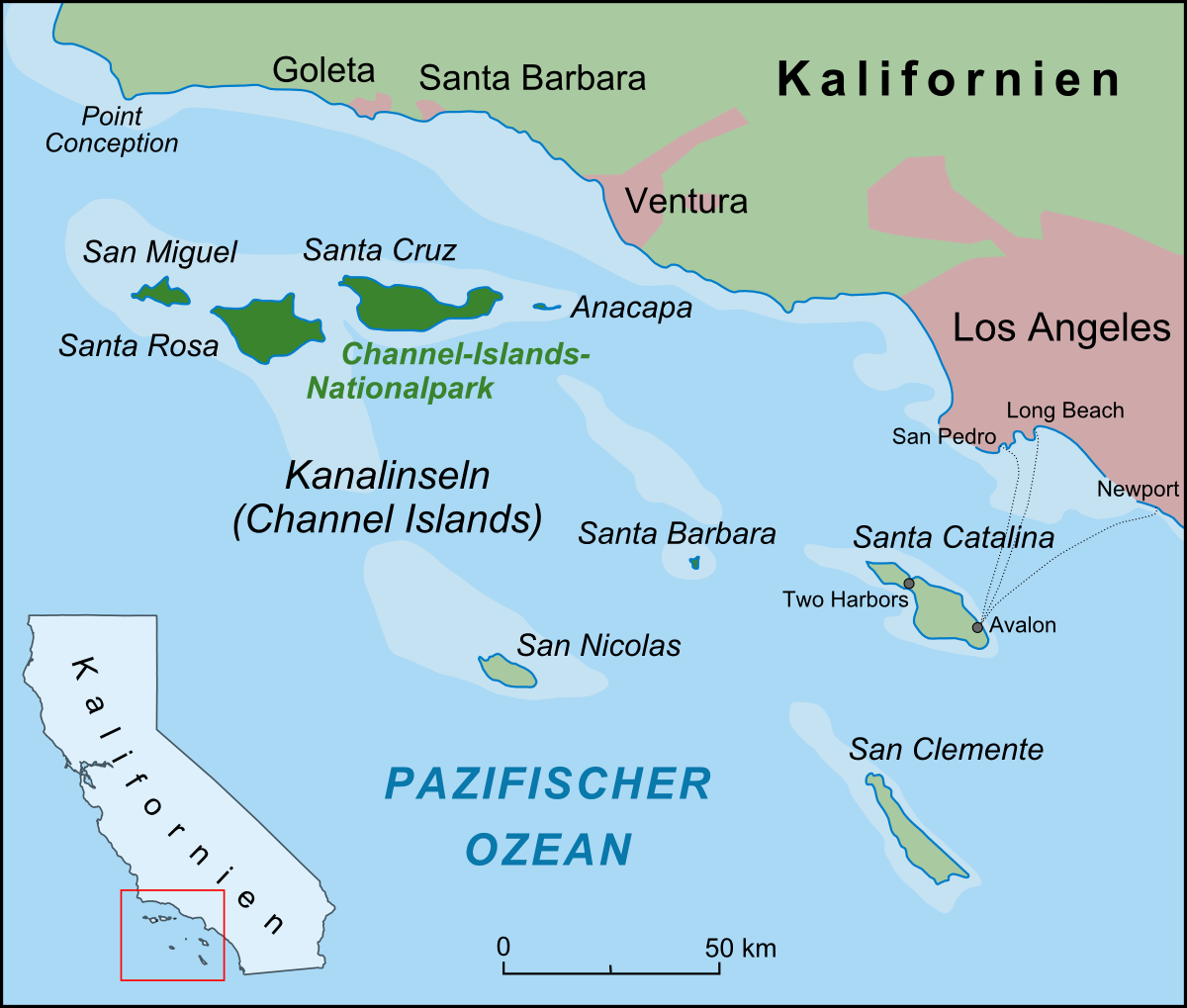

Розташований за 35 км на південний захід від Лос-Анджелеса. Довжина острова складає 35 км, ширина — 13 км, площа — 194,19 км². 
Найвища точка острова — гора Орисаба (639 м). Санта-Каталіна входить до складу групи островів Чаннел.
Острів адміністративно відноситься до округу Лос-Анджелес.

## Історія
Острів Санта-Каталіна спочатку був заселений американськими індіанцями, які називали його Пімуґна або Піму. Археологічні дослідження показали, що люди жили на Санта-Каталіні вже у 7 тисячолітті до н.е. 

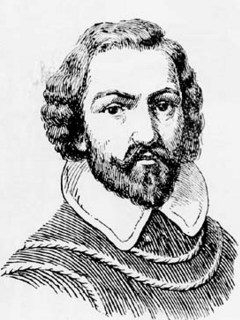
Хуан Родріґес Кабрілло

Першим європейцем, що ступив на острів, був іспанський дослідник Хуан Родріґес Кабрілло. У 1542-му він оголосив острів власністю Іспанської імперії, давши йому назву на честь корабля, на якому приплив Сан-Сальвадор. Понад півстоліття тому інший іспанський дослідник, Себастьян Віскайно, висадився на острові напередодні дня Святої Катерини і перейменував острів у її честь. 

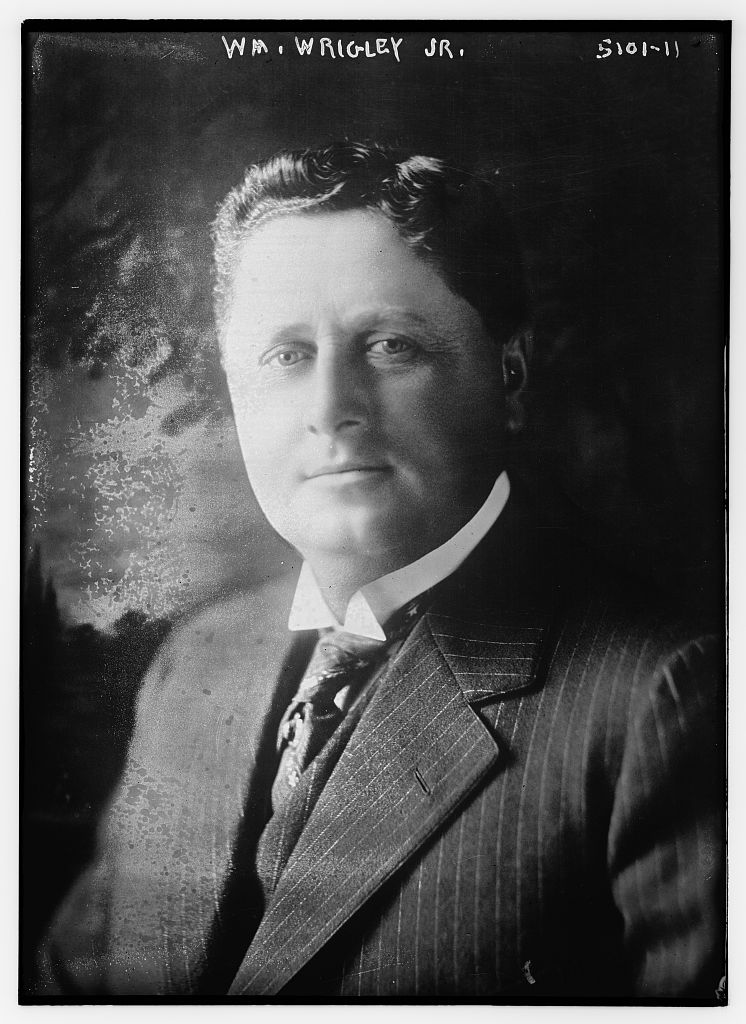
Вільям Ріґлі

Через роки острів увійшов до складу Мексики. В результаті Американо-мексиканської війни 1846-1848 рр. Мексика змушена була піти на територіальні поступки і віддати американцям мексиканську частина Каліфорнії. Так острів увійшов до складу США. За цей час острів періодично використовувався для контрабанди, полювання на каланів, видобутку золота. 
Першим власником Санта-Каталіні, придбавши її за 200 тисяч доларів у 1887 році, був спекулянт нерухомістю з Мічигану Джордж Шатто.  У 1891 році острів купили брати Беннінґс, але через величезні борги незабаром були змушені продати всі його акції. 
На початку 1920-х років острів став популярним туристичним місцем завдяки підприємцю Вільяму Ріґлі, який займався виробництвом жувальної гумки та мила. Він вклав мільйони у розвиток інфраструктури острова, заклавши основи розвитку туризму тут. 
Тільки на період Другої світової війни острів був закритий для туристів, тому що разом з іншими тихоокеанськими островами країни використовувався як полігон для американських військових сил — морських, сухопутних і повітряних. Саме тоді на вершині гори був побудований аеропорт (як його називали «аеропорт у небі»). До цього на острів по повітрю можна було потрапити тільки на гідроплані. З 1947 року курортно-туристичне життя на острові відновилася.
Пізніше у 1975 році його син Філіп передав свої права на острів під управління некомерційного громадського Фонду охорони Санта-Каталіни. А сімейна садиба стала готелем.
Зараз острів Санта-Каталіни щорічно відвідує близько мільйона туристів.

## Населення
За даними перепису 2010 року, загальна чисельність населення острова складала 4096 осіб, 90 відсотків з яких мешкали у  місті Авалон. Другий за чисельністю населення населений пункт острова — невключена територія Ту-Гарборс на перешийку острова.

## Клімат
Острів Санта-Каталіна має дуже м'який субтропічний клімат з теплою температурою цілий рік.
Середня температура січня: + 14 °С, середня температура липня: + 25 °С.
Середньорічна кількість опадів: 300 мм. Відносна вологість повітря: 70-80%.

## Флора та фауна
Найвідоміша тварина парку — острівна лисиця: карликовий вид, що мешкає на шести островах архіпелагу Чаннел і більш ніде. Тварина дійсно невелика: довжина — до 50 см, зріст — до 15 см, хвіст —- до 30 см, вага — до 2,8 кг. Найближчий родич материкової сірої лисиці, вона виявилася на островах під час останнього льодовикового періоду 10-16 тис. років тому. Життя в ізоляції від «великої землі», на маленькій площі суші, пришвидшило еволюцію виду, і лисиця зменшилася до розмірів домашньої кішки. В даний час вчені стежать чи не за кожною особиною: острівної лисиці загрожує повне винищення. Але в цьому випадку винна не людина, а беркут: хижий птах полює на карликових лисиць. Беркут, що з'явився на островах лише в кінці 1990-х рр., — головний винищувач острівної лисиці та причина високої смертності цього реліктового виду.
На острові також живуть бізони. У 1924 році на острів були привезені 14 бізонів для зйомок німого фільму Зейна Грея «Зникаючий американець» (англ. The Vanishing American), хоча в остаточний варіант фільму сцена з бізонами так і не потрапила. Керівники проекту порахували, що транспортування бізонів назад на материк буде досить витратним, тому тварин вирішили залишити жити на острові. Зараз їх тут налічується близько 150 особин.

## Пам'ятки
- Природні: національний парк «Острови Чаннел», національний морський заповідник «Острови Чаннел».

- Місто Авалон: Кресчент-стріт, Пірс задоволень, театральний та танцювальний зал «Казино Каталіна», Музей острова Санта-Каталіна, Меморіальний та ботанічний сад Ріґлі.

## В культурі
- У 2019 році Apple випустила версію 10.15 операційної системи macOS, macOS Catalina.